# 코드 감사
소프트웨어 코드 감사 (code audit)는 프로그래밍 프로젝트에서 버그, 보안 위반 또는 프로그래밍 규칙을 위배하는 것을 발견하는 것을 목적으로 소스 코드를 종합적으로 분석하는 것이다. 이것은 소프트웨어가 배포되기 전에 오류들을 감소시킬 목적의 방어적 프로그래밍 패러다임의 필수 요소이다. C와 C++ 소스 코드는 감사해야 하는 가장 흔한 코드인 반면, 많은 고수준 프로그래밍 언어들은 잠재적으로 더 적은 취약한 함수들을 갖는다.

## 가이드라인
소프트웨어를 감사할 때, 모든 핵심 요소들은 각자 그리고 전체 프로그램과 함께 감사되어야 한다. 이것은 고위험의 취약점들을 먼저 찾고, 저위험의 취약점들을 찾아 내려가는 좋은 방식이다. 고위험의 취약점이나 저위험의 취약점 모두 일반적으로 그 상황과 어떻게 사용되는지에 따라 달려있다. 애플리케이션 침투 테스트는 소프트웨어의 취약점들을 인식하기 위하여 애플리케이션을 공격하기 위한 모든 가능한, 알려진 기법들을 시도한다. 이것은 일반적인 감사 기법이며 어떠한 구체적인 취약점들도 찾아낼 수 있지만 소스 코드의 어디에 위치하는지는 알 수 없다. 몇몇은 사이클 종료 감사 기법이 개발자들을 압도하며, 궁극적으로 팀에게 알려진 문제들의 긴 리스트를 남겨주지만, 실질적인 개선은 되지 않는다고 주장한다. 이러한 경우에, 인라인 감사 접근법이 대체제로 추천된다.

### 고위험 취약점
몇몇 고위험 취약점들은 다음과 같은 것들의 사용으로 인해 생길 수 있다.
- 경계를 체크하지 않는 함수들은 (예를 들면, strcpy, sprintf, vsprintf, 그리고 sscanf) 버퍼 오버플로 취약점을 유발할 수 있다.[2]
- 버퍼들의 포인터 조작은 이후의 경계 체크를 위협할 수 있다. 예를 들면 if ((bytesread = net_read(buf,len)) > 0) buf += bytesread;[2]
- 특히 비 정적인 인자들과 함께 호출된 execve() 같은 호출, 실행 파이프, system() 등[2]
- 입력 확인, 예를 들면 (SQL에서): statement := "SELECT * FROM users WHERE name = '" + userName + "';" 은 SQL 삽입 취약점의 한 예이다.
- 파일 포함 함수 (예를 들면 (PHP): include($page . '.php'); )는 원격 파일 포함 취약점의 한 예이다.
- 악성코드와 링크될 수 있고, 내부의 변경할 수 있는 데이터 구조체를 반환하는 라이브러리들. 악성코드는 구조체를 변경시키거나 추후의 변화를 관찰하기 위해 참조를 유지시키려 할 수 있다.

### 저위험 취약점
아래는 코드 감사 시 발견되어야 하지만, 높은 위험 상황을 만들지는 않는 취약점들이다.
- 서버 사이드에 영향이 없는, 클라이언트 사이드 코드 취약점 (예를 들면 사이트간 스크립팅)
- 사용자 이름 계산
- 디렉토리 순회 (웹 애플리케이션에서)

## 툴
소스 코드 감사 툴들은 일반적으로 흔한 취약점들을 찾으며, 특정한 프로그래밍 언어에 동작한다. 이러한 자동화 툴들은 시간을 절약해 주지만, 깊은 감사 시에는 의존해서는 안된다. 정책 기반 접근법의 한 부분으로서 이러한 툴들을 적용하는 것이 추천된다.

## 요구사항에 대한 의존성
만약 낮은 한계점으로 시작한다면, 특히 전에 감사되지 않은 경우에 대부분의 소프트웨어 감사 툴들은 많은 취약점들을 탐지할 것이다. 그러나 이러한 경고들의 실제 중요점은 애플리케이션이 어떻게 사용되는지에 달려있다. 악성코드와 링크될 수 있는 라이브러리는 매우 엄격한 요구사항을 갖는다. 프로그램이 단지 악성적인 입력값에만 노출되어 있다면, 첫번째로 입력에 주의를 기울여야 한다. 이러한 공격들은 프로그램이 허가된 사용자에 의해 보호되는 시설 안에서만 사용된다면, 거의 일어나지 않을 것이다.

## 같이 보기
- 방어적 프로그래밍
- 원격 파일 포함
- SQL 삽입
- 버퍼 오버플로